# Liste von deutschen Zoofördervereinen
Diese Liste nennt deutsche Zoofördervereine. Sie ist nicht vollständig.

## Einzelne Vereine
| Mitgliedsverein                                                                        | Stadt               | Land        | Anzahl der Mitglieder | Gründungsjahr | GDZ-Mitglied seit |
| -------------------------------------------------------------------------------------- | ------------------- | ----------- | --------------------- | ------------- | ----------------- |
| Förderverein der Zoofreunde Aschersleben e.V.                                          | Aschersleben        | Deutschland | 154                   | 1992          | 2004              |
| Freundeskreis des Augsburger Zoo e.V.                                                  | Augsburg            | Deutschland | 730                   | 1995          | 2002              |
| Freunde des Tierpark Bad Kösen e.V.                                                    | Bad Kösen           | Deutschland | 31                    | 1993          | 2003              |
| Freunde des Zoologischen Garten Basel                                                  | Basel               | Schweiz     | 2800                  | 1919          | 2019              |
| Gemeinschaft der Förderer des Tierparks Berlin und der Zoologischen Gärten Berlin e.V. | Berlin              | Deutschland | 1051                  | 1956          | 1994              |
| Verein Bochumer Tierparkfreunde e.V.                                                   | Bochum              | Deutschland | 29                    | 1933          | 2017              |
| Tierparkfreunde Chemnitz                                                               | Chemnitz            | Deutschland | 40                    | 2007          | 2007              |
| Verein der Förderer und Freunde des Tierparkes Cottbus e.V.                            | Cottbus             | Deutschland | 320                   | 1994          | 1996              |
| Förderverein Tiergarten Delitzsch e.V.                                                 | Delitzsch           | Deutschland | 46                    | 1993          | 2005              |
| Verein Tierparkfreunde Dessau e.V.                                                     | Dessau-Roßlau       | Deutschland |                       | 1993          | 2010              |
| Zoofreunde Dortmund e.V.                                                               | Dortmund            | Deutschland | 425                   |               | 2009              |
| Förderverein Kinder und Zoo Dortmund e.V.                                              | Dortmund            | Deutschland | 17                    |               | 2015              |
| Zoofreunde Dresden e.V.                                                                | Dresden             | Deutschland | 402                   | 1992          | 1994              |
| Verein der Freunde des Duisburger Tierpark e.V.                                        | Duisburg            | Deutschland | 9000 +                | 1933          | 1994              |
| Freundeskreis Löbbecke-Museum + Aquazoo                                                | Düsseldorf          | Deutschland | 2450                  | 1980          | 2016              |
| Tierpark Eilenburg e.V.                                                                | Eilenburg           | Deutschland |                       |               | 2002              |
| Verein der Zooparkfreunde in Erfurt e.V.                                               | Erfurt              | Deutschland | 560                   | 1993          | 1994              |
| Freunde und Förderer des Tierparks Finsterwalde e.V.                                   | Finsterwalde        | Deutschland | 45                    | 2013          | 2016              |
| Zoo-Freunde Frankfurt e.V.                                                             | Frankfurt am Main   | Deutschland | 179                   | 2020          | 2022              |
| Freunde des Tierparks Gettorf e.V.                                                     | Gettorf             | Deutschland | 105                   | 1995          | 2017              |
| Freundeskreis Tierpark Görlitz e.V.                                                    | Görlitz             | Deutschland | 80                    | 1992          | 1995              |
| Förderverein Tierpark Gotha e.V.                                                       | Gotha               | Deutschland | 45                    | 1995          | 2017              |
| Verein der Förderer und Freunde des Halleschen Bergzoo e.V.                            | Halle (Saale)       | Deutschland | 150                   | 1999          | 2000              |
| Verein der Freunde des Tierparks Hagenbeck e.V.                                        | Hamburg             | Deutschland | 1000                  | 1998          | 2002              |
| Förderverein Tierpark Hamm e.V.                                                        | Hamm                | Deutschland | 91                    | 2005          | 2017              |
| Zoofreunde Hannover e.V.                                                               | Hannover            | Deutschland | 792                   | 1967          | 2010              |
| Verein der Tiergartenfreunde Heidelberg e.V.                                           | Heidelberg          | Deutschland | 650                   | 1933          | 1995              |
| Förderverein Tierpark Herborn e.V.                                                     | Herborn             | Deutschland | 230                   | 1966          | 2015              |
| Freunde des Tierparks Sababurg e.V.                                                    | Hofgeismar-Sababurg | Deutschland | 300                   |               | 2008              |
| Verein der Zoofreunde Hoyerswerda e.V.                                                 | Hoyerswerda         | Deutschland | 254                   | 1991          | 1995              |
| Zoofreunde Kaiserslautern e.V.                                                         | Kaiserslautern      | Deutschland | 500                   | 1980          | 2018              |
| Zoofreunde Karlsruhe e.V.                                                              | Karlsruhe           | Deutschland | 230                   | 1979          | 1994              |
| Freunde des Kölner Zoos e.V.                                                           | Köln                | Deutschland |                       |               | 2006              |
| Zoofreunde Krefeld e.V.                                                                | Krefeld             | Deutschland | 5300                  | 1972          | 1996              |
| Freunde & Förderer des Opel-Zoo e.V.                                                   | Kronberg im Taunus  | Deutschland |                       |               | 2010              |
| Freundeskreis Zoo Landau e.V.                                                          | Landau in der Pfalz | Deutschland | 3244                  | 1975          | 2001              |
| Freundes- und Förderverein Zoo Leipzig e.V.                                            | Leipzig             | Deutschland | 1200                  | 1992          | 1997              |
| Tierparkförderverein Limbach-Oberfrohna e.V.                                           | Limbach-Oberfrohna  | Deutschland | 23                    |               | 2010              |
| Verein der Freunde und Förderer des Tierparks Luckenwalde e.V.                         | Luckenwalde         | Deutschland |                       | 1991          | 2023              |
| Zoofreunde Magdeburg e.V.                                                              | Magdeburg           | Deutschland | 484                   | 1994          | 2008              |
| Westfälischer Zoologischer Garten e.V. Münster                                         | Münster             | Deutschland | 16.500 +              | 1871          | 2006              |
| Verein zur Förderung des Neunkirchen Zoos – Zooverein e.V.                             | Neunkirchen         | Deutschland | 164                   |               | 2006              |
| Förderverein Zoo Neuwied e.V.                                                          | Neuwied             | Deutschland | 840                   | 1984          | 1995              |
| Förderverein Tierpark Nordhorn e.V.                                                    | Nordhorn            | Deutschland | 207                   | 1994          | 1996              |
| Verein der Tiergartenfreunde Nürnberg e.V.                                             | Nürnberg            | Deutschland | 4430                  | 1958          | 1994              |
| Freunde des Tiergeheges im Kaisergarten e.V.                                           | Oberhausen          | Deutschland | 215                   |               | 2015              |
| Zoogesellschaft Osnabrück e.V.                                                         | Osnabrück           | Deutschland | 2080                  |               | 2007              |
| Loro Parque Foundation                                                                 | Puerto de la Cruz   | Spanien     |                       | 1994          | 2019              |
| Förderverein Tierpark im Stadtgarten e.V.                                              | Recklinghausen      | Deutschland | 180                   | 2011          | 2019              |
| Gesellschaft der Freunde und Förderer des Zoologischen Gartens Rostock e.V.            | Rostock             | Deutschland | 292                   | 1990          | 1995              |
| Vrienden van Blijdorp                                                                  | Rotterdam           | Niederlande |                       |               | 2018              |
| Freunde des Saarbrücker Zoo e.V.                                                       | Saarbrücken         | Deutschland | 1070                  | 1972          | 1994              |
| Förderverein des Natur- und Artenschutzzentrum Zoo Salzburg                            | Salzburg            | Österreich  | 62                    | 1972          | 2020              |
| Förderverein Freunde des Wildparks Schweinfurt e.V.                                    | Schweinfurt         | Deutschland | 290                   |               | 2013              |
| Förderverein Zoo Schwerin e.V.                                                         | Schwerin            | Deutschland | 100                   |               | 2002              |
| Freunde und Förderer Ohligser Vogelpark e.V.                                           | Solingen            | Deutschland | 181                   | 2007          | 2020              |
| Freunde des Wisentgeheges und der Jagdschau Springe e.V.                               | Springe             | Deutschland | 1200                  |               | 2007              |
| Verein der Tiergartenfreunde Stendal e.V.                                              | Stendal             | Deutschland | 70                    | 1995          | 2001              |
| Zoofreunde Stralsund e.V.                                                              | Stralsund           | Deutschland | 73                    | 1994          | 2000              |
| Verein der Freunde des Tiergartens Straubing e.V.                                      | Straubing           | Deutschland |                       |               | 2006              |
| Verein der Freunde und Förderer der Wilhelma Stuttgart-Bad Cannstatt e.V.              | Stuttgart           | Deutschland | 33.000 +              |               | 2005              |
| Freunde des Ulmer Tiergartens e.V.                                                     | Ulm                 | Deutschland | 185                   | 2003          | 2021              |
| Förderverein Tierpark Weißwasser e.V.                                                  | Weißwasser          | Deutschland | 20                    | 1998          | 1999              |
| Förderverein Zoo in der Wingst e.V.                                                    | Wingst              | Deutschland | 85                    | 1995          | 2005              |
| Förderverein Tierpark Wittenberg e.V.                                                  | Wittenberg          | Deutschland | 16                    | 1999          | 2003              |
| Freundeskreis Tiergarten Worms e.V.                                                    | Worms               | Deutschland | 568                   | 1994          | 2020              |
| Zoo-Verein Wuppertal e.V.                                                              | Wuppertal           | Deutschland | 2100 +                | 1955          | 2001              |
| Freunde des Zittauer Tierparks e.V.                                                    | Zittau              | Deutschland |                       |               | 2003              |

## Dachorganisation
Die Gemeinschaft der Zooförderer e. V., kurz GdZ, ehem. Gemeinschaft Deutscher Zooförderer, ist ein 1994 in Erfurt gegründeter Dachverband der Fördervereine für Zoos und Aquarien. Er bezeichnet sich selbst als Lobbyorganisation „zur Unterstützung der Zoos in der Öffentlichkeit“. Im September 1994 als Gemeinschaft Deutscher Zooförderer in Erfurt gegründet, wird die GDZ 1998 vom Amtsgericht Berlin-Charlottenburg als eingetragener Verein geführt und als gemeinnützig anerkannt. Berlin ist bis heute offizieller Sitz des Vereins. Seit 2018 lautet der offizielle Name Gemeinschaft der Zooförderer e.V. (GdZ). Die GdZ besteht aus 67 Mitgliedsvereinen mit über 130.000 Mitgliedern. Gemeinsam spenden diese Vereine nach eigenen Angaben rund 18,6 Millionen Euro in die Weiterentwicklung der Zoos.